# Moyencourt-lès-Poix
Moyencourt-lès-Poix is een gemeente in het Franse departement Somme (regio Hauts-de-France) en telt 159 inwoners (1999). De plaats maakt deel uit van het arrondissement Amiens.

## Geografie
De oppervlakte van Moyencourt-lès-Poix bedraagt 10,6 km², de bevolkingsdichtheid is 15,0 inwoners per km².
De onderstaande kaart toont de ligging van Moyencourt-lès-Poix met de belangrijkste infrastructuur en aangrenzende gemeenten.

## Demografie
Onderstaande figuur toont het verloop van het inwonertal (bron: INSEE-tellingen).